# Cantón Naranjito
El cantón Naranjito es un cantón al este de la provincia del Guayas en Ecuador.

## Historia
La población es muy antigua aunque en los años de la colonia no tuvo mayor importancia. En la República, el 21 de julio de 1873 fue creada como parroquia rural del cantón Yaguachi, al que perteneció hasta el 17 de septiembre de 1913 en que al crearse el cantón Milagro pasó a pertenecer a esa nueva jurisdicción. Finalmente fue cantonizado por decreto del 5 de octubre de 1972 expedido por el gobierno del Gral. Guillermo Rodríguez Lara, que la integró además con las parroquias rurales Bucay, Lorenzo de Garaycoa, y Marcelino Maridueña. El decreto fue modificado el 15 de diciembre de ese mismo año, y quedó el cantón con su cabecera cantonal en Naranjito y con Barraganetal como parroquia rural. La historia de Naranjito está plagada de episodios heroicos ocurridos durante la Revolución Liberal, y en sus campos se libró, en el año 1912, uno de los más sangrientos combates entre los ejércitos revolucionarios alfaristas y los gobiernistas del Gral. Leónidas Plaza Gutiérrez.

## Toponimia
Naranjito debe su nombre a que en el lugar existían arbustos de naranjos de montaña o achotillos que fueron llamados naranjitos por los habitantes del lugar.

## Generalidades
Sus principales celebraciones son:
El 5 de octubre Fiestas de cantonización donde se realizan actividades típicas como la elección de la reina, actos culturales y deportivos, el pregón donde participan las escuelas y colegios del cantón.
El 24 de noviembre fiesta patronal en honor a la Virgen de los Dolores.

## Ubicación
El cantón Naranjito está ubicado al este de la provincia; divide en dos partes al territorio del cantón Milagro.
- Cabecera Cantonal: Naranjito
- Área: 250 km²
- Según los resultados del censo poblacional del INEC al año 2010[1] la población de Naranjito es de: 37.186 hab.; 19.063 hombres y 18.123 mujeres en el área urbana habitan 28.182 personas y en el área rural habitan 9.781 personas.
- Rango Altitudinal: 36 metros sobre el nivel del mar.[2]

## Límites
Al norte con el cantón Simón Bolívar, al sur con Marcelino Maridueña, al oeste con Milagro, y al este con Bucay.
Este cantón se encuentra, como los demás cantones pertenecientes a la Provincia del Guayas con una buena infraestructura de red vial, la misma que en esta última administración ha sido rehabilitada por el Honorable Consejo Provincial del Guayas.
La extensión de su territorio es de 225,8 km² y su población es de 31.256 habitantes aproximadamente. Su cabecera cantonal Naranjito está a 66 km de Guayaquil

## Clima
De acuerdo con la clasificación climática de Köppen, Naranjito experimenta un clima de sabana típico (Aw), el cual se caracteriza por las temperaturas altas, la estación seca coincide con los meses más fríos y las lluvias con los más cálidos. Las estaciones del año no son sensibles en la zona ecuatorial, y un "verano" seco y ligeramente más fresco, entre junio y octubre. Su temperatura promedio anual es de 25,5 °C; con un promedio de 26,8 °C, abril es el mes más cálido, mientras agosto es el mes más frío, con 24,1 °C en promedio. Es un clima isotérmico por sus constantes precipitaciones durante todo el año (amplitud térmica anual inferior a 3 °C entre el mes más frío y el más cálido), si bien la temperatura real no es extremadamente alta, la humedad hace que la sensación térmica se eleve hacia los 35 °C o más. En cuanto a la precipitación, goza de lluvias abundantes y regulares siempre superiores a 1800 mm por año; hay una diferencia de 466,4 mm de precipitación entre los meses más secos y los más húmedos. La humedad relativa también es constante, con un promedio anual de 84,6%.
Naranjito registra una altura de 36 – 142 msnm, con temperaturas de 20 a 29 °C. Tiene precipitaciones promedio de 1360 mm con una humedad relativa de 54%. Por estar ubicada astronómicamente en la zona tórrida tenemos dos estaciones climáticas, seca y lluviosa. La estación lluviosa comprende un periodo del 15 de diciembre al 20 de mayo, aproximadamente; y la estación seca del 16 de mayo al 14 de diciembre. El clima severo se muestra en los fenómenos del niño, el mismo que es una corriente marina que llega a las costas sudamericanas y modifica el clima abundante en lluvias.

## Actividad económica
Su suelo es generalmente plano, con ligeras ondulaciones. Los principales ríos son el Milagro y el Chimbo al norte y Sur, respectivamente. Su clima es ardiente, cálido y húmedo, con abundantes lluvias en la época de invierno, lo que influye en la riqueza agrícola de cultivos como el banano, caña de azúcar, café, yuca, maíz, maderas, y frutas tropicales como naranjas, mandarinas, piñas, maracuyá etc.
Existe una variada fauna tanto en haciendas como en sus montañas. Hay industrias derivadas de la producción de caña de azúcar. Se fabrica panela, miel, guarapo, aguardiente.
Los hábiles ebanistas construyen camas, sillas, guardarropas, y otros artículos en finas maderas como guayacán, laurel, chanul, pechiche, amarillo, etc.
La mayor producción de Naranjito es la caña de azúcar que se la vende a los ingenios Valdez y San Carlos, le sigue en importancia el banano con 50.000 cajas a la semana. Tiene una gran producción de piña, cacao, maíz, yuca, café y frutas tropicales
La actividad agrícola contribuye enormemente al valor agregado bruto (VAB) del cantón, en el uso de suelo para la producción, pues dispone de 25.000 hectáreas para cultivos permanentes. La influencia de la industria manufacturera es muy importante en el cantón, específicamente de Sociedad Agrícola e Industrial “San Carlos” y Papelera Nacional, las mismas que pese a no estar en nuestro territorio, contribuyen con el 35% de la economía para la población. El sector comercial presenta una tasa promedio de variación positiva del 4.5% En el área urbana existen dos espacios comerciales, que son el Mercado Municipal y la Feria Libre, la misma que conforme al catastro de comercio realizado por nuestra municipalidad, oscilan entre los 250 y 350 puestos respectivamente, y cubren el 100% de la ciudad; y en lo que respecta a establecimientos comerciales oscilan 855 locales en toda la urbe.

## Alcaldía
El poder ejecutivo de la ciudad es desempeñado por un ciudadano con título de alcalde del Cantón Naranjito, el cual es elegido por sufragio directo en una sola vuelta electoral, sin fórmulas o binomios en las elecciones municipales. El alcalde es el máximo representante de la municipalidad y tiene voto dirimente en el concejo cantonal, mientras que el vicealcalde realiza las funciones del alcalde de modo suplente mientras no pueda ejercer sus funciones el alcalde titular.
El alcalde electo por los ciudadanos del cantón naranjito fue el Dr. Cristian Boris Suárez Peñafiel elegido para el periodo 2023 - 2027, el alcalde electo cuenta con su propio gabinete municipal administrativo, los encargados son elegidos por el propio alcalde.

## Educación
El cantón naranjito según el informe de rendición de cuentas de la dirección distrital 09d18 CMEL Marcelino Maridueña - Naranjito – educación el cantón naranjito cuenta con 21 establecimientos educativos fiscales yy 4 establecimientos educativos de tipo particulares, tanto de escuelas y colegios distribuidos por ambas áreas urbanas y rurales, varios de estos centros educativos cuentan con un gran prestigio, las clases en el cantón inician al igual que en guayaquil dado que se encuentra ubicado en el régimen costa, es decir a principios de abril y el ciclo escolar se da por finalizado en febrero. 
Según cifras del INEC al año 2010 el cantón cuenta con una tasa de analfabetismo en su zona rural del 10,39% de la población y en su zona urbana del 7,44% de la población. 

## Medios de comunicación
Según el registro de listado público de medios de comunicación en Ecuador al año 2021, el cantón naranjito cuenta con telefonía pública fija un 15% brindada por CNT, radios y medios impresos:
- Seminario Buenas noches, medio de tipo privado, su clasificación es de tipo impresos, su representante legal es Juan Carlos Guevara Villacrés.
- Radio Sonido X, es una radio de tipo privada, su representante legal es Ron Cabrera Xavier Luciano.
- La Última Noticia, es un medio impreso de tipo privado, su representante legal es Dayler Eduardo Espinoza Flores.
- Radio Ecos de Naranjito, es una radio de tipo privada, su representante legal es Delgado Hermida Leoncio

## Turismo
En Naranjito se efectúan dos fiestas principales: Patronal en honor a la Virgen Dolorosa, 24 de noviembre; cantonización, 5 de octubre.

### Atractivos turísticos
Naranjito cuenta con atractivos turísticas y sectores agradables para el esparcimiento humano en los sectores rurales y urbanos del cantón.

#### Sector Rural
- Recinto Matilde Esther: Posee playas naturalmente empedradas muy extensas y hermosas. Son muy concurridas los fines de semana y días feriados. Es un recinto situado Via Bucay.
- Recinto Inés María: Posee playas muy hermosas formadas por los esteros Chilintomo grande y Comején que forman el río Chilintomo.
- Recinto Rocafuerte: Para los amantes de las emociones fuertes tiene un puente de más de 80 m de largo y colgante sobre el río Chimbo.
- Recinto El Porvenir: Tiene espléndidas playas ubicada a riveras del río Milagro, y cercano al Recinto La Unión. Las playas y su puente son muy concurridos en la época carnavalesca.
- Balneario La Primavera: Consta de piscina artificial y pista de carrera Moto Cross.- Es muy concurrido los fines de semana, días feriados y eventos de carrera de moto.
- Hacienda La Danesa: Es una hacienda de trabajo de propiedad familiar que produce chocolate artesanal, dulce de leche, miel y otros productos frescos de granja. Es también un espacio que fomenta la creatividad en todas sus formas, ellos diseñan y producen sus propios muebles y decoraciones.

#### Sector Urbano
- Parque Central: En la zona central del cantón el parque central es considerado el parque principal, ya que se encuentra en el centro de la urbe, al frente de la iglesia de Nuestra Señora Dolorosa, cuya santa cuenta con miles de devotos en el cantón.
- Parque Eliecer Pérez Jurado: Este parque posee juegos infantiles y cancha sintética, es muy concurrido por los niños y padres de familia.
- Estación del Tren de “La Dulzura”: Esta estación cuenta con un área de atención al cliente, Museo del tren, Café del Tren y una sala de uso múltiple.
- Sector Fila de Mango (Balneario): Posee piscina con agua entubada y corriente. Es muy concurrido los fines de semana.

### Potencial Turístico
- El cantón Naranjito cuenta con un potencial turístico en desarrollo debido a sus atractivos naturales, sitios históricos y actividades agrícolas y artesanales que pueden atraer a turistas interesados en conocer la vida rural y tradicional de Ecuador.

- La presencia de haciendas productoras y la oferta de productos locales como el chocolate artesanal, dulce de leche y miel pueden ser atractivos para turistas interesados en experiencias culinarias auténtica.

## Transporte
El transporte público es el principal medio transporte de los habitantes de la ciudad, tiene un servicio de bus público interparroquial e intercantonal para el transporte a localidades cercanas. Buena parte de las calles de la ciudad están asfaltadas o adoquinadas, aunque algunas están desgastadas y el resto de calles son lastradas, principalmente en los barrios nuevos que se expanden en la periferia de la urbe.
Con respecto a la transportación de manera terrestre naranjito cuenta con varias empresas que brindan servicios a nivel intercantonal con distintas rutas y frecuencias. Partiendo desde Guayaquil se puede coger la Cooperativa de transporte intercantonal “C.I.T.I.M Milagro”, la Cooperativa Marcelino Maridueña realiza el recorrido Marcelino Maridueña – Naranjito. La frecuencia de transporte es de 30
minutos y el primer turno empieza a las 5:30 a. m. y termina a las 7:00 p. m.

### Avenidas importantes
- Av. 5 de octubre
- Av. Guayaquil
- Av. Quito
- General Córdova
- Av. 9 de octubre
- Eloy Alfaro